# Користівка (річка)
Користівка — річка в Україні, у Олександрійському районі Кіровоградської області. Права притока Інгульця (басейн Дніпра).

## Опис
Довжина річки приблизно 11,6 км. Місцями пересихає.

## Розташування
Бере початок у селі Веселе. Тече переважно на північний схід через Войнівку і там впадає у річку Інгулець, праву притоку Дніпра.